# Légéville-et-Bonfays
Légéville-et-Bonfays és un municipi francès, situat al departament dels Vosges i a la regió del Gran Est. L'any 2007 tenia 64 habitants.

## Demografia

### Població
El 2007 la població de fet de Légéville-et-Bonfays era de 64 persones. Hi havia 23 famílies, de les quals 5 eren parelles sense fills, 9 parelles amb fills i 9 famílies monoparentals amb fills.
La població ha evolucionat segons el següent gràfic:
Habitants censats

### Habitatges
El 2007 hi havia 28 habitatges, 22 eren l'habitatge principal de la família, 2 eren segones residències i 4 estaven desocupats. 27 eren cases i 1 era un apartament. Dels 22 habitatges principals, 19 estaven ocupats pels seus propietaris, 2 estaven llogats i ocupats pels llogaters i 1 estava cedit a títol gratuït; 1 tenia dues cambres, 1 en tenia tres, 2 en tenien quatre i 17 en tenien cinc o més. 20 habitatges disposaven pel capbaix d'una plaça de pàrquing. A 5 habitatges hi havia un automòbil i a 15 n'hi havia dos o més.

### Piràmide de població
La piràmide de població per edats i sexe el 2009 era:
| Homes | Edats   | Dones |
| ----- | ------- | ----- |
| 0     | 95 o +  | 0     |
| 0     | 90 a 94 | 0     |
| 0     | 85 a 89 | 0     |
| 0     | 80 a 84 | 0     |
| 4     | 75 a 79 | 0     |
| 0     | 70 a 74 | 4     |
| 4     | 65 a 69 | 0     |
| 0     | 60 a 64 | 4     |
| 0     | 55 a 59 | 0     |
| 0     | 50 a 54 | 0     |
| 4     | 45 a 49 | 0     |
| 0     | 40 a 44 | 4     |
| 4     | 35 a 39 | 4     |
| 0     | 30 a 34 | 0     |
| 8     | 25 a 29 | 0     |
| 4     | 20 a 24 | 8     |
| 4     | 15 a 19 | 0     |
| 0     | 10 a 14 | 0     |
| 0     | 5 a 9   | 4     |
| 4     | 0 a 4   | 0     |

## Economia
El 2007 la població en edat de treballar era de 49 persones, 35 eren actives i 14 eren inactives. De les 35 persones actives 34 estaven ocupades (20 homes i 14 dones) i 1 aturada (1 dona i 1 dona). De les 14 persones inactives 2 estaven jubilades, 3 estaven estudiant i 9 estaven classificades com a «altres inactius».
Activitats econòmiques
Dels 5 establiments que hi havia el 2007, 1 era d'una empresa de fabricació d'altres productes industrials, 1 d'una empresa de construcció, 1 d'una empresa de comerç i reparació d'automòbils, 1 d'una empresa d'hostatgeria i restauració i 1 d'una empresa classificada com a «altres activitats de serveis».
L'únic establiment comercial que hi havia el 2009 era una carnisseria.
L'any 2000 a Légéville-et-Bonfays hi havia 3 explotacions agrícoles.

## Poblacions més properes
El següent diagrama mostra les poblacions més properes.